# Gefleckte Smaragdlibelle

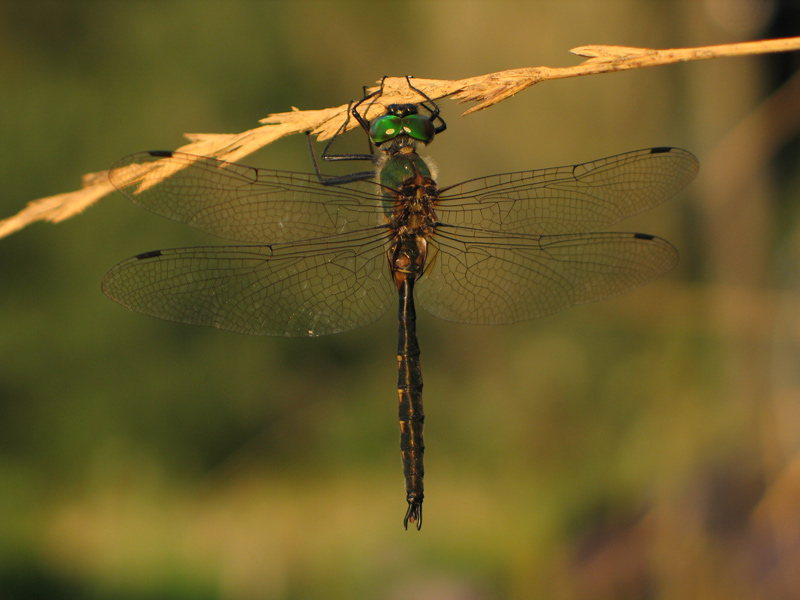
Männchen, mit den für reife Smaragdlibellen typischen grünen Komplexaugen

Die Gefleckte Smaragdlibelle (Somatochlora flavomaculata) ist eine bis zu sechs Zentimeter lange Falkenlibellenart mit einer Flügelspannweite von sieben Zentimetern. Der Name bezieht sich auf dreieckige gelbe Flecken an den Seiten des Hinterleibs. Bei älteren Exemplaren können sich diese allmählich verdunkeln. Beim Weibchen sind die hellen Seitendreiecke größer als beim Männchen. Die übrigen gelben Flecken, die sich vor allem an der Unterseite und am Kopf befinden, sind Kennzeichen auch anderer Smaragdlibellen der Gattung Somatochlora. Die schwärzliche Grundfärbung ist eher matt-glänzend.

## Lebensraum und Verbreitung
Sumpfige Seggen- und Binsenwiesen, Niedermoorschlenken, verkrautete Gräben, Schilfröhrichte und nasse Waldlichtungen werden gegenüber offenen Gewässern bevorzugt. Oft findet man die Männchen patrouillierend an Waldrändern weitab von Gewässern. Wegen des Verlustes vieler Feuchtbiotope infolge Flächenentwässerung geht die Art mancherorts zurück. In Deutschland gilt sie beispielsweise als „gefährdet“. Etwas häufiger ist sie hier insbesondere im Alpenvorland sowie in Brandenburg. In der Schweiz wird vor allem das Mittelland besiedelt.
Die Gefleckte Smaragdlibelle ist von Westfrankreich bis in die Mongolei verbreitet, tritt aber meist eher selten und in isolierten Populationen auf. Anders als die meisten anderen Smaragdlibellen ist Somatochlora flavomaculata nicht in boreal-alpinen Regionen vertreten. Vielmehr hat sie in wärmebegünstigten Tälern, Flussauen und Tieflandlagen ihre Hauptvorkommen. Sie wird als euro-sibirisches Faunenelement mit Verbreitungsschwerpunkt in Osteuropa charakterisiert.

## Fortpflanzung
Diese Libellenart fliegt von Ende Mai bis Mitte August (September), mit einem Maximum im Juni und Juli. Sie ist ein ausgesprochener Dauerflieger mit wenigen Ruhepausen. Die Entwicklungszeit der im Bodenschlamm abgelegten Eier beträgt drei bis acht Wochen. Mehrwöchige Austrocknungen können diese ohne Schaden überstehen. Im dritten Jahr der Larvalentwicklung erfolgt die Umwandlung der Imagines.